# Taittinger

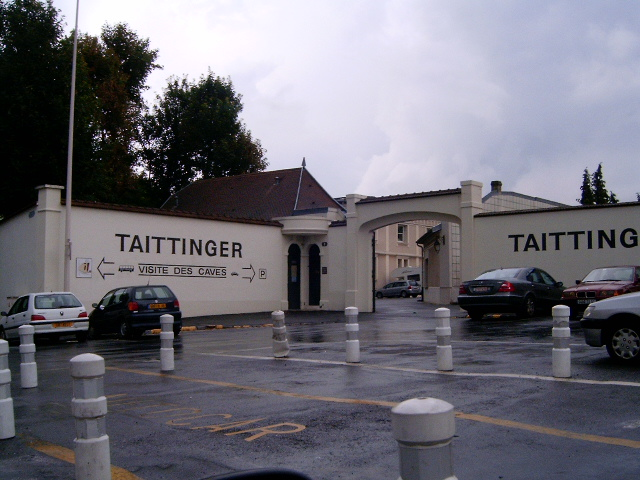
Gutsgebäude des Champagnerhauses Taittinger

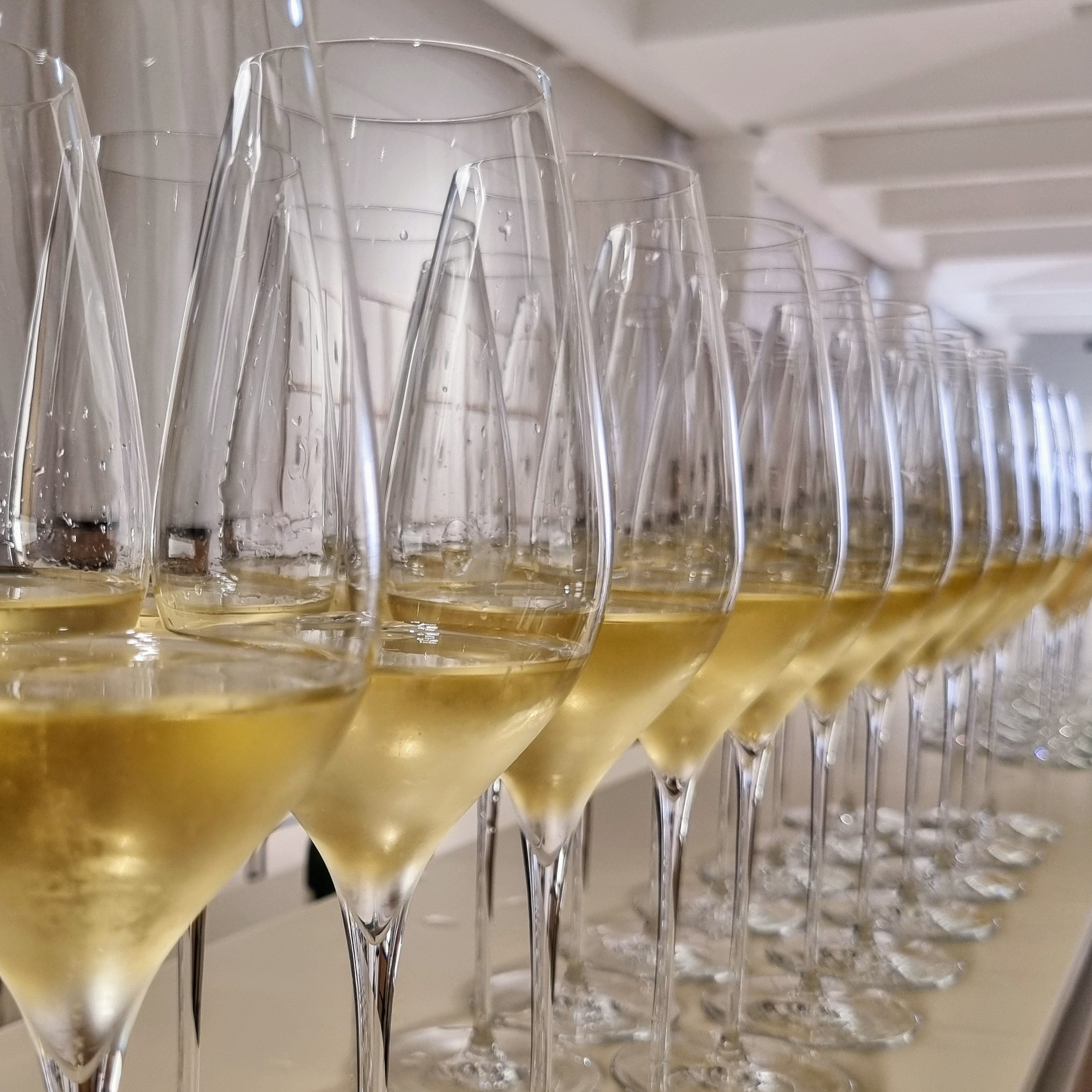
Zur Verkostung: Comtes de Champagne, Grand Crus, Blanc de Blancs, 2013

Taittinger ist ein in Reims in der Champagne im Nordosten Frankreichs beheimateter Champagnerhersteller.
Das Unternehmen entstand 1931 aus der Kellerei Forest & Fourneaux, die seit 1734 bestanden hatte. Taittinger ist eines der wenigen Champagnerhäuser, die nach wie vor in Familieneigentum stehen. Pierre-Emmanuel Taittinger  war von 2006 bis 2019 Geschäftsführer, seine Tochter Vitalie Taittinger ist seit Anfang 2020 Präsidentin des Champagnerhauses.

## Geschichte
1915 war der aus dem Département Moselle stammende Pierre Taittinger als Kavallerieoffizier im Stab des Feldmarschalls Joseph Joffre im Château de la Marquetterie, einem Schloss bei Epernay stationiert. Sechzehn Jahre später erwarb er gemeinsam mit seinem Schwager das Haus Forest & Fourneaux sowie das Chateau und ein Haus im Zentrum von Reims, das früher der Sitz der Grafen der Champagne war. Folglich benannte er die Spitzenmarke seiner Produktion auch Comtes de Champagne. In den 1930er-Jahren gelang es ihm, sein Weingut durch umfassende Grundkäufe entscheidend zu vergrößern. Von 1942 bis 1960 führte François Taittinger, nach dessen Tod Claude Taittinger das Unternehmen.
2005 musste das Unternehmen, das neben der Champagnerproduktion auch mehrere Hotels (unter anderem das Hôtel de Crillon in Paris) umfasste, wegen Erbstreitigkeiten an die amerikanische Aktiengesellschaft Starwood verkauft werden. Bereits im nächsten Jahr kaufte Pierre-Emmanuel Taittinger, ein Neffe Claude Taittingers, die Champagnerproduktion mit Hilfe der Bank Credit Agricole zurück, was er nicht zuletzt mit seiner emotionalen Bindung an das Unternehmen begründete. Die Kaufsumme belief sich auf 660 Millionen Euro.
Im Juni 2013 präsentierte Taittinger seinen „offiziellen Champagner“ für die Fußball-Weltmeisterschaft 2014 während der gleichzeitig stattfindenden Proteste in Brasilien.
Seit dem 1. Januar 2020 ist Vitalie Taittinger Vorsitzende des Champagnerhauses Taittinger.
Vitalie Taittinger schloss sich 2007 ihrem Vater an, als er das Champagnerhaus Taittinger zurückkaufte, überzeugt von der Notwendigkeit, sich an seiner Seite zu engagieren, um den Familiengeist des Unternehmens zu erhalten. Zwei Jahre lang arbeitete sie als Beraterin, dann intern in der Marketingabteilung. In der Folge bekleidete sie eine Position in der Marketing-Entwicklung, dann wurde sie künstlerische Leiterin. Danach wurde sie Marketing- und Kommunikationsleiterin. Daneben ist sie seit elf Jahren Werbeträgerin und Botschafterin der Marke; sie ist in Frankreich und international an der Vertretung des Hauses direkt beteiligt.

## Heute
Das Weingut umfasst heute 288 Hektar und ist somit eines der größten in der gesamten Champagne, verteilt auf insgesamt 34 Grand-Cru-Lagen. Die Kellerei befindet sich in Reims im ehemaligen Benediktinerkloster Saint Nicaise.
Es werden folgende Champagner produziert:
- Brut Réserve: ohne Jahrgang, Rebsorten: 40 % Pinot Noir, 40 % Chardonnay und 20 % Pinot Meunier. Cuvée aus 40 verschiedenen Lagen. Die Reifezeit beträgt mindestens drei Jahre.
- Brut Demi-Sec: ohne Jahrgang, Rebsorten: 40 % Pinot Noir, 40 % Chardonnay und 20 % Pinot Meunier. Dosage beträgt 35 Gramm Zucker pro Liter. Die Reifezeit beträgt mindestens  drei Jahre.
- Brut Prestige Rosé: ohne Jahrgang, Rebsorten: 100 % Pinot Noir und Pinot Meunier, davon 12–15 % stille Weine. Die Reifezeit beträgt mindestens drei Jahre.
- Prélude Grands Crus: ohne Jahrgang, Rebsorten: 50 % Pinot Noir aus Grand Cru Lagen in Bouzy und Ambonnay sowie 50 % Chardonnay ausschließlich Crands Cru Lagen in Avize und Le Mesnil-sur-Oger.
- Brut Millésimé: Jahrgang, Rebsorten: 50 % Pinot Noir aus den Champagne-Bereichen Montagne de Reims und Vallée de la Marne sowie 50 % Chardonnay überwiegend aus Grands Cru Lagen in der Cote des Blancs.
- Comtes de Champagne Blanc de Blancs: Jahrgang, Rebsorte: 100 % Chardonnay ausschließlich Grands Cru Lagen in der Cote des Blancs (unter anderem Avize, Cramant, Le Mesnil-sur-Oger, Oger und Pierry). Die Reifezeit beträgt mindestens fünf Jahre.
- Comtes de Champagne Rosé: Jahrgang, Rebsorten: 70 % Pinot Noir ausschließlich Grands Cru Lagen in Bouzy (davon 12 % stille Weine) sowie 30 % Chardonnay ausschließlich Grands Cru Lagen in Ambonnay. 1966 wurde der erste Jahrgang produziert. Die Reifezeit beträgt mindestens fünf Jahre.

Kennzeichnend für alle Produkte des Hauses Taittinger ist der hohe Anteil von Chardonnay in sämtlichen Cuvées.